# Stopplaats Firdgum
Station Firdgum (Fg) was een station bij Firdgum aan de spoorlijn Stiens - Harlingen van de NFLS. Het werd aanvankelijk Firdgummerlaan genoemd. De NS-afkorting was Fg.
Het station werd op 2 december 1902 geopend en werd per 15 mei 1932 gesloten voor personenvervoer. Nog tot 1957 was het in gebruik als goederenstation. De spoorlijn is inmiddels ook afgebroken.